# Klaus Feldmann (Soziologe)
Klaus Feldmann (* 7. Mai 1939 in Wien) ist ein österreichischer Soziologe, Thanatologe und Erziehungswissenschaftler.

## Akademischer Werdegang
Nach dem Abitur 1957 absolvierte Feldmann die erste Staatsprüfung in Wirtschaftswissenschaften an der Hochschule für Welthandel Wien und danach Philosophie, Pädagogik und Psychologie an der Universität Wien sowie postgradual Soziologie und Statistik am Institut für Höhere Studien und Wissenschaftliche Forschung in Wien.  
1969 wurde er Assistent, 1971 Hochschuldozent für Soziologie an der Abteilung Hannover der Pädagogischen Hochschule Niedersachsen, nach deren Integration in die Universität Hannover 1978 dort 1980 Professor für Soziologie. 
Nach seiner Emeritierung war er in Lehre und Forschung an der Abteilung für Bildungswissenschaft der Wirtschaftsuniversität Wien tätig. 

## Forschungsschwerpunkte
- Thanatosoziologie
- Kritische Erziehungswissenschaft (Critical pedagogy, Critical thinking)
- Professionalisierung im Lehrerberuf (Pädagogische Professionalität)
- Dropoutforschung (Schulabbruch)

## Veröffentlichungen
- Tod und Gesellschaft. VS Verlag, Wiesbaden 2004 (2., neu bearbeitete Aufl. 2010), ISBN 978-3531173504
- Soziologie kompakt. 4., erweiterte Aufl., VS Verlag, Wiesbaden 2006, ISBN 978-3531341880
- Erziehungswissenschaft im Aufbruch. VS Verlag, Wiesbaden 2005, ISBN 978-3531147420